# Katzenfleisch

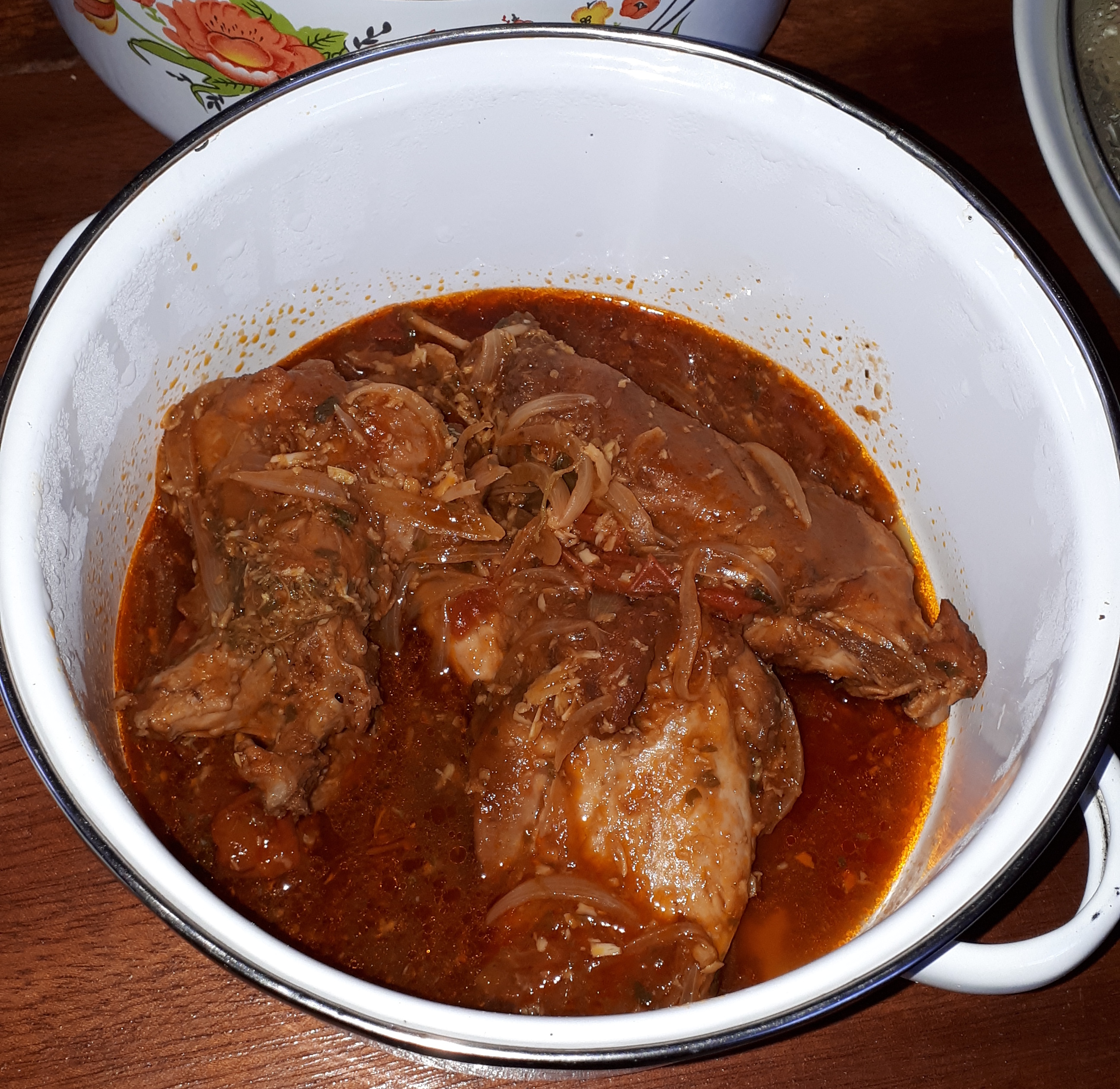
Gericht aus Katzenfleisch, gekocht in der Zentralafrikanischen Republik

Katzenfleisch dient, in jeweils mehr oder weniger geringem Umfang, unter anderem in Südchina, Nordvietnam, Korea und Peru zu Nahrungszwecken.
In Notzeiten wurde Katzenfleisch auch in Europa anstelle von Kaninchen- oder Hasenfleisch verwendet. Daher werden Hauskatzen im deutschen Sprachraum auch Dachhasen, in Großbritannien „Roof-Rabbits“ genannt.

## Konsum von Katzenfleisch

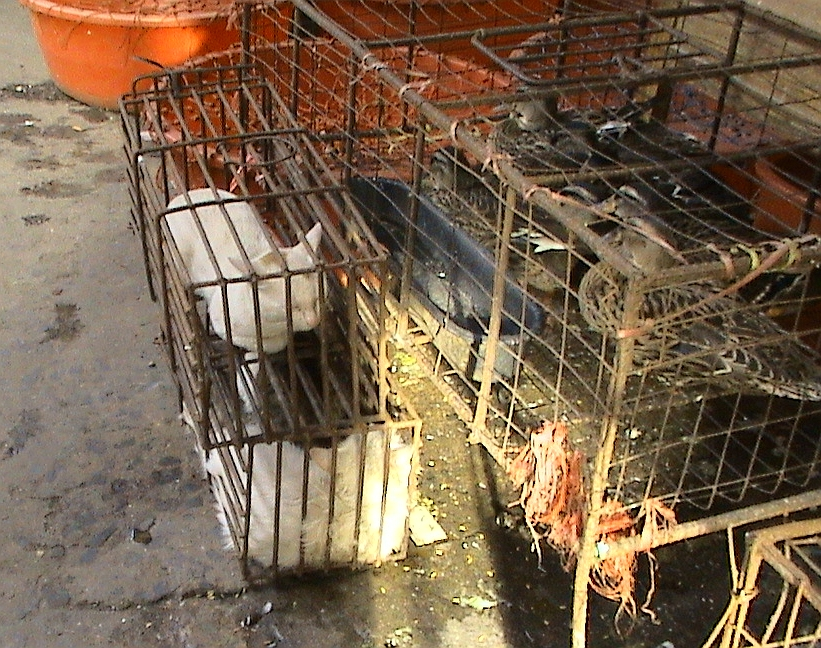
Verkauf von Katzen als Fleischlieferant auf einem ostasiatischen Markt

Im Süden Chinas und im Norden Vietnams wird Katzenfleisch als „wärmend im Winter“ beschrieben. Sowohl der Magen als auch die Eingeweide der Katze werden gegessen und aus dem Fleisch werden gerne Fleischbällchen gedreht, während der Kopf weggeworfen wird. Einer im Februar 2020 veröffentlichten Marktanalyse zufolge haben 8 % der in Hanoi lebenden Menschen in ihrem Leben Katzenfleisch konsumiert. In der chinesischen Stadt Pukuo (Nanjing) gibt es professionelle Katzenfänger, die regelmäßig Katzen zur südlichen Provinz von Guangdong transportieren, wo diese knapp geworden sind, seit sie als Nahrung verwendet werden.
In Korea wird Katzenfleisch manchmal gekocht zu einem Tonikum gegen Nervenschmerz und Gelenkentzündung zubereitet, allerdings ist das Fleisch selbst als Nahrungsmittel nicht sehr üblich.
Beim peruanischen Santa-Efigenia-Festival in einer Stadt in La Quebrada im September werden Katzenkochtechniken demonstriert.
Historisch wurden Katzen auch in Europa gegessen. Im Zweiten Weltkrieg wurde infolge der Nahrungsknappheit mehr Katzenfleisch gegessen.
Die Schweiz ist das einzige europäische Land, das den Konsum von Haustieren wie Katzen und Hunden zum Eigenbedarf nicht verbietet. Einschränkungen gelten lediglich für den Verkauf, Handel oder Verzehr von Haustieren in Restaurants. Im privaten Haushalt ist es vorgeschrieben, die Tiere gemäß den Richtlinien des Tierschutzes zu töten.
Bewohner der italienischen Stadt Vicenza werden noch immer „mangiagatti“ („Katzenfresser“) genannt, ein Spottname der venezianischen Sprache. 2010 verursachte der TV-Koch Beppe Bigazzi einen landesweiten Skandal, als er in einer Fernsehsendung Ratschläge zur Zubereitung von Katzenfleisch gab und darauf verwies, dass das Katzenkochen in der Toskana, vornehmlich im Gebiet Valdarno, Tradition habe.
Australische Aborigines in der Gegend von Alice Springs haben die Sitte entwickelt, Katzen zu essen, die europäische Siedler in die Region eingeführt haben, einige mit der Begründung, Katzen seien „eine ernst zu nehmende Bedrohung der australischen Fauna.“ Diese Sitte ist sehr umstritten, da das Essen von verwilderten Katzen zu schweren Krankheiten führen kann.
Der Konsum von Katzenfleisch ist nach jüdischen und islamischen Speisegesetzen nicht erlaubt.

## Gegner von Katzenfleischkonsum
Da der Besitz von Katzen als Haustier in China immer populärer wurde, wuchs auch die Zahl der Gegner von Katzenfleischkonsum. Im Juni 2006 stürmte eine Gruppe von 40 Tierschützern das Restaurant Fangji in Shenzhen, ein Restaurant, das sich auf Katzenfleisch spezialisiert hatte, und schaffte es, das Restaurant zum Abbruch des Verkaufs von Katzenfleisch zu zwingen.
Das geschah etwa zwei Jahre nach der Gründung des Chinese Animal Protection Network, das im Januar 2006 begann, gut publizierte Proteste gegen den Verzehr von Hunde- und Katzenfleisch zu organisieren, zuerst in Guangzhou, dann auch in mehr als zehn anderen Städten.
Vier Pfoten hat im Februar 2020 die Marktanalyse „The Dog and Cat Meat Trade in Southeast Asia: A Threat to Animals and People“ veröffentlicht und fordert gemeinsam mit Change For Animals Foundation die vietnamesische Regierung auf, zuvor geltende Gesetze, die den Handel mit Katzenfleisch ausdrücklich verboten haben, wieder in Kraft zu setzen.

## Rechtliches
Das Verbot, Katzenfleisch zu gewinnen und anzubieten, ergibt sich
- für Deutschland seit Mai 2010 aus § 22 Abs. 1a der Tierische Lebensmittel-Hygieneverordnung (Tier-LMHV), falls menschlicher Verzehr bezweckt ist[16]; ein – auch fahrlässiger – Verstoß ist nach § 23 Abs. 1 Nr. 8 Tier-LMHV mit § 58 LFGB eine Straftat. Daneben besteht nach § 13a der Lebensmitteleinfuhr-Verordnung (LMEV) ein Einfuhrverbot[17].
- für Österreich aus § 6 Abs. 2 des Tierschutzgesetzes (TSchG) von 2004.[18]
- für die Schweiz aus Art. 2 der Verordnung des EDI über Lebensmittel tierischer Herkunft vom 23. November 2005;[19] das Verbot gilt allerdings nur für den kommerziellen Verkehr; Gewinnung und Verzehr für den Eigengebrauch sind zulässig, solange kein Verstoß gegen die Tierschutzgesetzgebung vorliegt.[20]

## Literarische Verarbeitung
Karneval 1912 besingt Willi Ostermann im „Kölsch Katze Leed“ (Kölnisches Katzenlied) anspielend an den umgangssprachlich „falschen Hasen“ oder „Dachhahn“ für Katzenbraten, wie sich die Nachbarschaft  amüsiert:
„De Wienanz han_nen Haas em Pott! Miau, miau, miau.
De Höövelmanns ihr Katz es fott! Miau, miau, miau.
Dat Dier dat sohs noch jester_Naach, miau, miau, miau,
met sengem Breutijam om Daach, miau, miau, miau“,
(sinngemäß: Familie Wienand hat einen Hasen im Topf! Miau... Familie Hövelmanns Katze ist fort! Miau....Das Tier saß noch gestern Nacht -miau miau- mit seinem Bräutigam auf dem Dach....).
Im Theaterstück Der Etappenhase von Karl Bunje wird einem Offizier im Krieg ein Katzenbraten serviert, während die Soldaten den für ihn bestimmten Hasenbraten selbst essen.
Im Kriminalroman Im Namen des Katers des haitianischen Autors Gary Victor (Litradukt, Trier 2019) bildet die Angewohnheit mancher Haitianer, bei Trinkgelagen Katzenfleisch zu konsumieren, da es angeblich besonders gut zu clairin (klarer Zuckerrohrschnaps) passt, ein wesentliches Element der Handlung.